# Діокл (історик)
Діокл з Пепаретуса (дав.-гр. Διοκλῆς ὁ Πεπάρηθος; наприкінці IV століття до н. е. — початок III століття до н. е.) — давньогрецький історик з Пепаретуса (сьогодні це острів Скопелос).
Його твори на сьогодні втрачені, вони були присвячені історії Персії та Давнього Риму. Квінт Фабій Піктор та Плутарх у своїх історичних творах віддавали йому данину. Вони використовували твори Діокла як джерело для своїх історій раннього Риму, його традицій та давньогрецьких зв'язків. Власні джерела самого Діокла невідомі. Ймовірно, він мав доступ до найраніших римських джерел і традицій, які піддав інтерпретаціям та інтерполяціям з давньогрецької точки зору. Відомо, що Діокл багато мандрував, був стриманим і невибагливим. Є навіть таке свідчення, що Діокл «пив холодну воду до дня своєї смерті».